# Tetrapogon tenellus
Tetrapogon tenellus är en gräsart som först beskrevs av William Roxburgh, och fick sitt nu gällande namn av Emilio Chiovenda. Tetrapogon tenellus ingår i släktet Tetrapogon och familjen gräs. Inga underarter finns listade i Catalogue of Life.